# Stratosphere Las Vegas
La Stratosphere Las Vegas es un hotel y casino localizado en Las Vegas, Nevada. Es propiedad por American Casino & Entertainment Properties, subsidiaria de American Casino & Entertainment Properties. Su atracción principal es la torre estratósfera de 350 metros (1 149 pies); es la estructura no-colgante más alta de Nevada y la segunda estructura no-colgante al oeste del Río Misisipi más alta de los Estados Unidos, después de la chimenea de humo Kennecott Smokestack en Magna, Utah. El hotel es una estructura separada de 20 pisos, 2 444 habitaciones y unos 80 000 pies cuadrados (7 000 m²) casino.

## Atracciones
En la azotea de la torre hay dos observatorios, un restaurante giratorio y tres atracciones:
- El Big Shot a 1 081 pies (329 m) es la atracción más alta en el mundo;
- Insanity the Ride, abrió en 2005, a 900 pies (274 m) es la segunda atracción más alta del mundo, hace que las personas cuelguen sobre el borde de la torre y luego gira circularmente a aproximadamente 40 millas por hora.
- XSCREAM a 866 pies (264 m) es la tercera atracción más alta del mundo.
- El High Roller (Stratosphere High Roller) a 909 pies (277 m) fue la segunda atracción más alta del mundo y la montaña rusa. Fue cerrada el 30 de diciembre de 2005 y desmantelada para nuevas atracciones.

## Cultura popular
- Fallout New Vegas: El casino Lucky 38 está basado en esta torre.
- Need for Speed:Carbon: El casino Starview está basado en esta torre.
- En el videojuego de mundo abierto Gangstar Vegas, el casino aparece parodiado como "The Wrecking Ball".